# راجرز لوکوموتیو و ماشین وورکز
راجرز لوکوموتیو و ماشین وورکز (انگلیسی: Rogers Locomotive and Machine Works) یک شرکت آمریکایی تولیدکننده لوکوموتیو بخار در سال‌های ۱۸۳۲ تا ۱۹۰۵ بود. دفتر مرکزی این شرکت در پترسون، نیوجرسی بود.

## نگارخانه

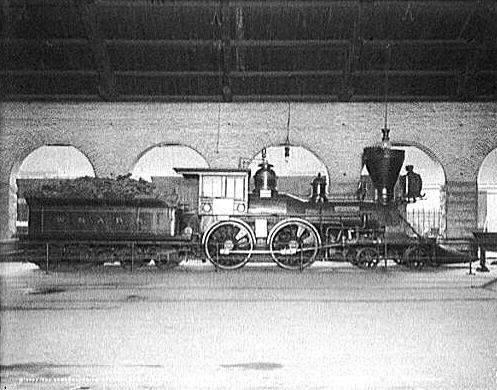
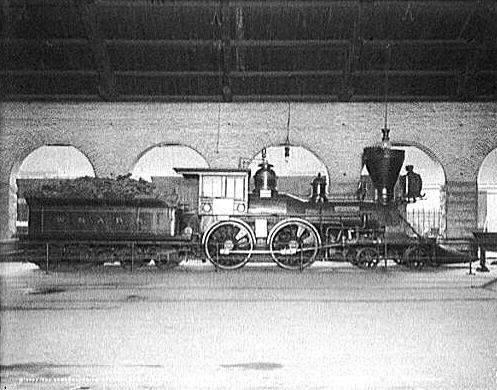
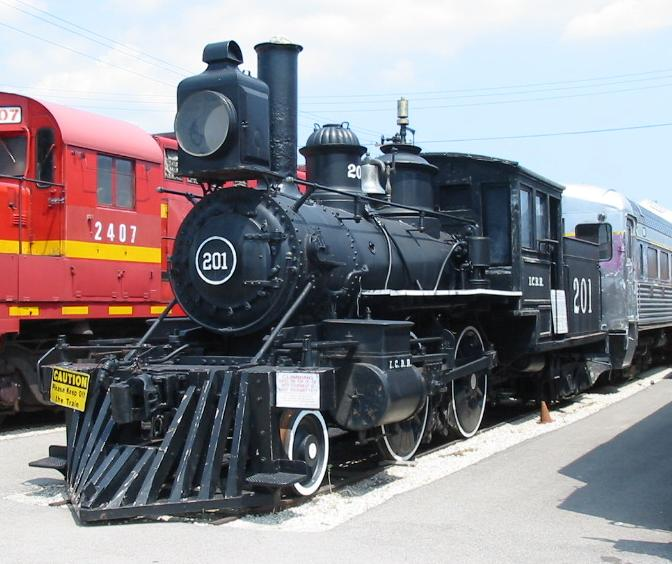
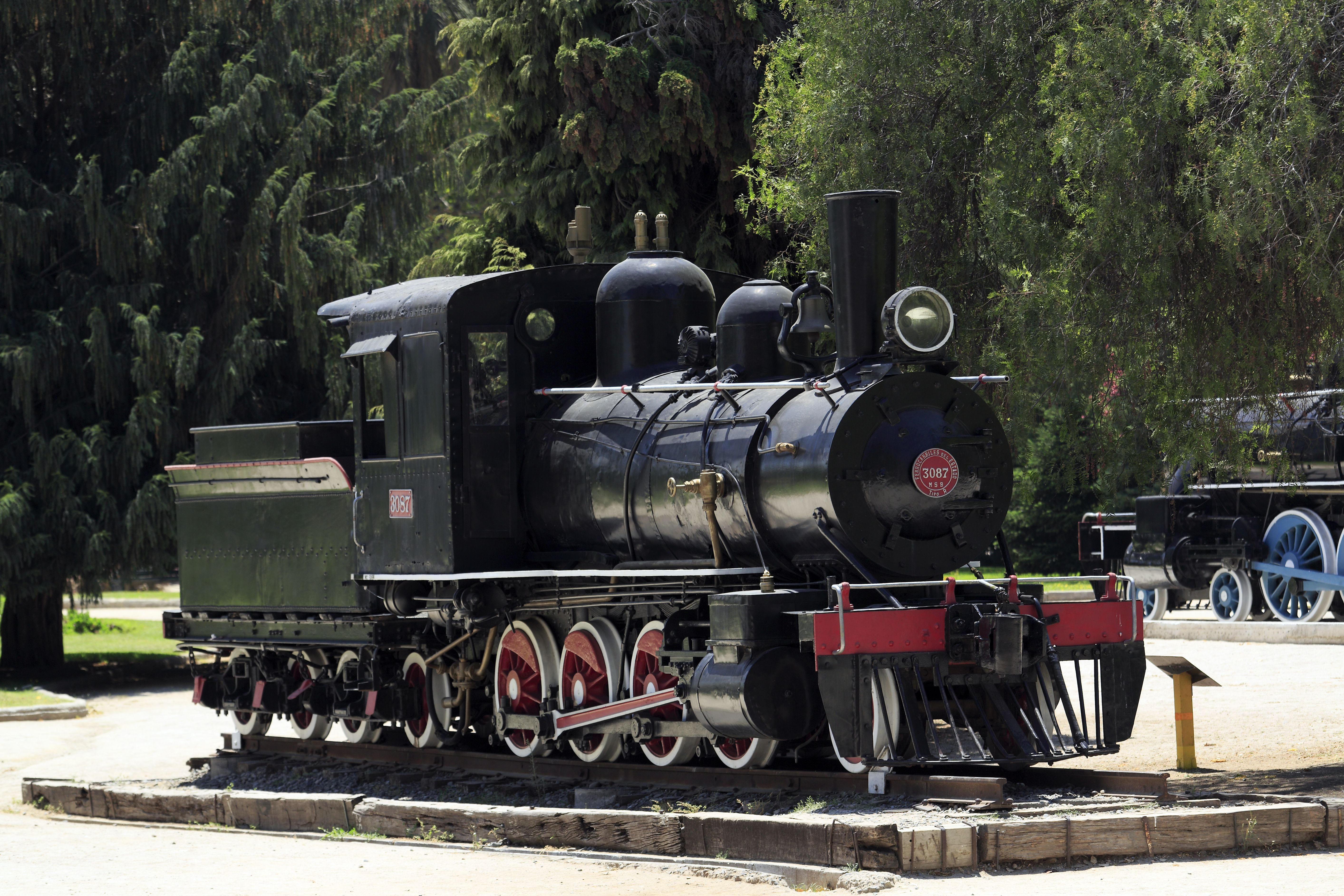